# 板垣あずさ
板垣 あずさ（いたがき あずさ、1988年11月23日 - ）は、日本のタレント、元AV女優、元グラビアアイドル。

## 略歴

### グラビア時代
新潟県から単身東京へ。10-POINTにスカウトされ、グラビアの道へ進んだ。2004年、『週刊ヤングジャンプ』主催の制コレにノミネート。ノミネート15名の1人として活動したものの受賞はならなかった。2005年秋には単独でバリ島ロケの初水着DVD『Cotton Candy』（ラインコミュニケーションズ）をリリース。2006年3月の撮影会出演を最後に活動休止する。
グラビア時代の名義は板垣 梓で、プロフィールは「身長159cm、スリーサイズB85(E)・W57・H88。趣味はカラオケ・プリクラ集め、特技はバスケットボール・歌」。「世界の人に自分の存在を知ってもらいたい」として、女優・歌手などを将来の夢に挙げていた。

### AVデビュー
2007年、アダルトビデオへの出演を決心。2007年8月に公式ブログ「あずさの3分クッキング」を開設。同年9月にAVデビューを発表、ヘアヌードを公開。デビュー作は9月初頭の時点で既に撮影が済んでおり、11月8日に板垣 あずさ名義で『芸能人 板垣あずさ 元「制○コレクション」18歳デビュー』としてSODクリエイトからリリースされた。AVデビュー告知を兼ねた初ヘアヌードグラビアは、「制コレ」を主催する集英社発行の『週刊プレイボーイ』（9月10日発売号）に掲載された。制コレノミネート経験者がアダルトビデオに出演するのは、同コンテスト15年の歴史の中で初めてである。
AV転身は自身での決断であったが、当初は嫌で自宅に迎えに来てもらっても2時間起きないなど不貞腐れたような態度であったという。このためSODからは「専属はじまって以来の問題児」とレッテルを貼られていた。とはいえ撮影自体は好きなことであり、仕事であることを忘れて撮影に臨んでいたという。
2007年10月2日からテレビ埼玉『大日大戦』（初収録は大日本プロレス、9月24日後楽園ホール大会）に出演。以降、準レギュラーとして2008年3月まで収録に参加した。
2010年1月11日、デビュー2周年イベントにて、同年3月でのAV卒業を発表した。

### AV引退と復活
2010年3月4日に引退作をリリースした後は、SODのニコニコ生放送などのSODのイベントやチャット・インターネット放送に出演したり、六本木のキャバクラRedDragonで不定期勤務していた。
2012年11月5日、AV復活を発表。なお、『週刊プレイボーイ』の復活記事にてAV女優の名義が本名である（表記は未公表）と述べている。復帰後は踏まれる、ビンタされるなどのM女作品を中心に活動。身体的には辛かったが、Mであることを再認識したという。
2014年7月、セガのゲーム「龍が如く」のキャラクター出演をかけたセクシー女優人気投票にエントリー。同年8月24日、結果発表。「龍が如く0 誓いの場所」への出演権を逃した。順位・得票数未発表。
2016年4月10日には既に出産し実子がいるとTwitterで発表。2020年6月発売、寺井広樹著『AV女優の家族』（光文社）での取材ではAVに関しては引退している旨が記述されている。その後のインタビューでは妊娠5か月がわかり慌てて引退したと述べている。

### 出産後
撮影会などはしていたものの、以降は子育て中心の生活に移行。実子が保育園に通えるようになると、キャバクラに勤務した。2021年7月7日、SOD HANAYAへの所属を発表。同年にはYouTubeを開始する。ゆくゆくは敷居の低い、ファンも来れる小さな居酒屋を経営したいという。
2022年12月26日週FANZA通販フロアランキングにて、デビュー作収録の『SODstar15周年記念！厳選した人気スター女優18名 デビューSEX集めました!』が1位を記録。

## 人物
- モットーは「嘘はつかない」、「無理はしない」[7]。座右の銘は「フリーダム」[19]。
- もっとも本気度が高い作品は単体作品より、多数の女優と共演した企画作品だったと述べている[20]。
- 実家は両親と姉・弟の5人家族[21]。弟とは7歳離れており、AVデビュー時は当時11歳。あとになって、姉のデビューのことを同級生にいじられていたことを告白されたという。
- 板垣あずさは本名[22]。

## 出演

### テレビ
- 大日大戦〜BJW DEATH MATCH WARS〜（テレビ埼玉、2007年10月2日（大日本プロレス、9月24日後楽園ホール大会） - 2008年3月、準レギュラー）
- 今夜もハッスル （サンテレビ、2008年5月）「MISSION ROOM」コーナー出演。
- エロ生☆パラダイス （GyaOジョッキー、2008年6月10日・2008年9月16日放送出演）
- 平成ノブシコブシの破天荒ダメだし!（GyaOジョッキー、2009年3月2日ゲスト出演）
- おとなのびっくりクリニック（日本海テレビ、2009年5月ゲスト出演）マンスリーゲスト。
- 桃のふくらみ（MONDO TV）
- おとなの子守唄（サンテレビ、2012年12月）「コスプレでAVか〜」コーナー出演。

### ラジオ
- がちっ娘〜GACHIKKO〜（2009年9月30日 - 、文化放送）
- 紗倉まなとニューヨークのマジックミラーナイト（2021年10月2日、10月9日、文化放送）

### パチンコ
- CR豊丸とソフトオンデマンドの最新作（2016年11月、豊丸産業）[23]

### その他
- アケスタ撮影会
  - 2005年12月25日
  - 2006年3月11日
- 等身大抱き枕

## 作品

### イメージビデオ
- Cotton Candy（2005年9月20日、ラインコミュニケーションズ）
- ジューシーハニー（2008年3月28日、オルスタックピクチャーズ）
- 新・美女秘湯めぐり 畑下温泉編（2011年12月24日、マーレーインターナショナル）共演：早乙女らぶ

### アダルトビデオ
※特記ない場合はSODクリエイトからの発売
- 芸能人 板垣あずさ  元「制○コレクション」18歳デビュー（11月8日）
- 芸能人 板垣あずさ 元制○コレクション 学園コスプレ（12月6日）

- 芸能人 板垣あずさ 元制○コレクション 奥様は女子校性（1月5日）
- 超高級ソープ嬢 板垣あずさ（2月7日）
- 芸能人 板垣あずさ 元制○コレクション ヤリまくりイキまくり24時間ぶっかけSEX（3月6日）
- 芸能人 板垣あずさ 元制○コレクション 失禁するほど…。（4月4日）
- 芸能人 板垣あずさ 元制○コレクション いっぱいHしよっ♥ オナニーのお手伝いしてあげる（5月8日）
- 芸能人 板垣あずさ 元制○コレクション 激痴漢地獄（6月5日）
- 芸能人 板垣あずさ 元制○コレクション 性感エステ×フルコース200分スペシャル（7月4日）
- 芸能人 板垣あずさ 元制○コレクション 初中出し天国（8月7日）
- 芸能人 板垣あずさ 輪姦アクメ拘束（9月4日）
- 芸能人 板垣あずさ ナマ姦（10月9日）
- 芸能人 板垣あずさ 卑猥な接吻と愛撫（11月6日）
- 芸能人 板垣あずさ 中出し同棲日記（12月4日）
- 芸能人 板垣あずさ 最初で最後の大乱交 4時間SP（12月4日）共演:範田紗々、琴乃、矢沢のん、Hitomi

- 芸能人 板垣あずさ 少女の性欲 中出し～青春だらだら日記～（1月1日）
- 芸能人 板垣あずさ 東京露出セックス（2月5日）
- 芸能人 板垣あずさ 幻の美人姉妹衝撃デビュー（3月5日）[24]
- 芸能人 板垣あずさ 尻の魅力（4月4日）
- 芸能人 板垣あずさ タオル一枚男湯入ってみませんか?スペシャル（5月7日）
- 芸能人 板垣あずさ 中出し痴漢地獄（6月4日）
- 芸能人 板垣あずさ 3時間7シチュエーションSEX（7月9日）
- 芸能人 板垣あずさ 誘惑 童貞初挿入!!（8月6日）
- 芸能人 板垣あずさ 監禁中出し飼育（9月5日）
- 芸能人 板垣あずさ 私が入れたくなるくらい勃起させなさい（10月8日）
- 芸能人 板垣あずさ SODstar 女子社員初体験（11月5日）
- 芸能人板垣あずさ ファン感謝祭特大号!! 混浴大乱交4時間Special（12月5日）共演:あいださくら、原紗央莉、範田紗々
- 芸能人 板垣あずさ 男を狂わせる唇（12月19日）

- 芸能人 板垣あずさ NON STOP ECSTASY（1月21日）
- 芸能人 板垣あずさ 引退(3月4日)[25]

- 芸能人 初めての性交と濃厚な性交で見る成長の記録 （4月7日）※範田紗々作品と合わせての総集編

- 芸能人 板垣あずさ 復活（12月20日）

- 芸能人 膣奥で感じるオンナ 失神するほど… 激ピストン5822回!!（1月24日）
- マジックミラー号がイク!!童貞クンいらっしゃい♥筆下ろし逆ナンパ（2月21日）
- 秘密潜入捜査官 凌辱拘束尋問アクメ（3月23日）
- 唾液まみれ粘着発情SEX （5月23日）
- ナマ派 ノーカット真正中出し (8月22日)
- ファン感謝中出し超高級ソープ (9月19日)
- 貞操帯の女14 (12月7日、アタッカーズ)
- 自宅占拠 乗っ取られた女子大生の生活 (12月7日、アタッカーズ)

- 鎖に繋がれた花嫁3 板垣あずさ (1月7日、アタッカーズ)
- 美少女即ハメ白書 21 (2月21日、デジスタ)※オムニバス
- 魂の一発大量中出し 板垣あずさ (3月25日、本中)
- 受付嬢in… ［脅迫スイートルーム］ Miss Reception Azusa（24） (4月11日、ドリームチケット)
- お姉ちゃんのリアル性教育 (4月17日、グローリークエスト)
- ヤンキー姉さんは好きですか？ 板垣あずさ 参上！ (4月17日、レイディックス)
- トリコ・マシンバイブ寝取られた人妻 (4月24日、サディスティックヴィレッジ)
- 中出し専用肉便器・板垣あずさ (5月1日、ムーディーズ)
- 緊縛令嬢・板垣あずさ」 (5月9日、ケイエムプロデュース)
- ドリシャッ！！ 板垣あずさ(5月9日、ワープエンタテインメント)
- 照れるほど見つめられる乳首責め 3 全編・長回しで視姦されながらチクビをイジられ続けるゾクゾクしちゃう快楽 (5月9日、ドリームチケット) 共演:結城みさ、佐々木恋海、浅之美波、神波多一花、上原亜衣、朝桐光
- 美女にお鼻をベロベロ舐められたい！ 3 (5月25日、レイディックス)
- ぶっかけ中出し電マトレイン (5月25日、ダスッ!)
- 調教！家畜露出 4 (6月5日、サディスティックヴィレッジ)
- ナニされても絶対、寝てなきゃダメ！！ (6月5日、ワープエンタテインメント）
- 人妻女教師あずさ～羞恥と屈辱の課外授業～ (6月7日、マドンナ)
- ソファやシーツ、男の身体を掴んで汗だくでイキまくる本気の絶頂 (6月25日、無垢)
- 孕ませられた潜入捜査官 (6月25日、本中)
- 訪問SEX セラピスト わたしが死ぬほど気持ち良くさせてアゲル… (7月25日、オーロラプロジェクト)
- 強制中出し孕ませ学園 (7月25日、本中)共演：上原亜衣ほか
- こんな美女だらけでやれんのか！DREAM GRANDPRIX2014全裸オイルキャットファイト2MATSURI 戦う相手を自分で指名する8人制最強美女決定トーナメント (8月1日、ROCKET)
- ナチュラルハイ15周年記念作品 出産して急激に感度があがったママチャリ早漏妻 人気3タイトル合体SP!（8月7日、ナチュラルハイ）共演:倉多まお、佐伯かのん、神波多一花、本田莉子
- 女1人の穴に複数の男汁を注ぎ込む！！ (8月25日、本中)
- 恥ずかしいカラダ あーちゃんの世界 (8月30日、HMJM)
- 帰省妻レズ調教～夫の生家に一人きり…嫁小姑レズビアン～ (9月7日、ビビアン)
- 逆ナンパして男を連れ込む姉のSEX記録～あずさ25歳の場合～ (9月19日、クレイズ)
- 汗と愛液。繰り返す絶頂。  (9月19日、TEPPAN)
- 逆3P痴女お姉ちゃん 一線を越えてしまった誘惑姉妹 (10月1日、ムーディーズ)共演:桜井あゆ
- 朝から晩まで中出しざんまい (10月19日、乱丸)
- 媚薬漬け制服モデル、貸します。 (11月1日、ワンズファクトリー)
- 寝ている姉のマ●コに興奮剤を塗り中出し夜這いを繰り返す愚弟 (11月7日、クレイズ) 共演:加藤ツバキ、滝原まみ
- 孤独のエロス Season2 (11月14日、V＆R PRODOUCE)共演:風間ゆみ、さとう遥希
- 巨大ヒロイン（R） ウルティマー 板垣あずさ（11月18日、GIGA）
- 拘束超絶クラッシュ (11月19日、ドグマ)
- ナカダシキル  (11月25日、本中) 共演:蓮実クレア
- 合法中出しレ×プ 16時間 (11月25日、本中) 共演:上原亜衣、尾上若葉、青山菜々、市来美保、葉月可恋、加々美ゆい、一之瀬すず、水城奈緒、乙葉ななせ、飯岡かなこ、成宮ルリ、葵こはる、稲川なつめ、桜ちずる、藤原ひとみ、あいださくら
- 霊長類最強美女は誰だ？DREAM GRANDPRIX2014 全裸オイルキャットファイト3 頂上決戦！！チャンピオンカーニバル (12月6日、ROCKET)

- 鉄板 絶叫！痙攣！潮噴き！絶頂イカセ (1月2日、TEPPAN) 共演:上原亜衣、飯岡かなこ、桜井あゆ、有村千佳、本田莉子、竹内真琴、春原未来、北川エリカ、波多野結衣、青木玲、森ななこ、堀内秋美、神波多一花、初美沙希、椎名ゆな、一之瀬すず、湊莉久、風間ゆみ、川菜美鈴、阿部乃みく
- 「背徳の近親交尾」肉親に襲われてしまう少女たち (1月2日、グレイズ) 共演:塚田詩織、堀口真希
- ワケあり奴隷嫁 上流階級家庭の歪んだセックス事情借金のカタに放り込まれた若き牝鹿 (1月25日、セレブの友)
- SASORI ～限界まで囚人の精子を搾り取る鬼女看守～ (2月1日、ヴィ)  共演:鶴田かな、星崎アンリ
- 強制自慰アクメin…4 密室マンズリ玩具調教 (2月6日、ドリームチケット)※オムニバス
- 飲尿・中出し エンドレス・ファッカー (2月19日、ドグマ)
- ナースや女医が下半身丸出しで医療行為を行う回春療法【リジューヴェネイション】総合病院 (2月19日、サディスティックヴィレッジ) 共演:飯岡かなこ、水野朝陽、内藤かすみ
- ゴールデンタイム！休日OL淫乱交  (3月7日、ゴールデンタイム)共演:水野朝陽、伊東真緒、朝倉ことみ
- 僕の義母はカリスマネットアイドル 夫の嫉妬が心地良い寝取られ若妻アイドルの快感セックス生活  (3月25日、セレブの友)
- 罠に堕ちた人妻31 肉体弁済 嵌められた取引 (4月1日、中嶋興業)
- 看護学校の実習で全裸にされ、オマ○コやお尻の穴まで男子に拭かれた私…！ (4月9日、サディスティックヴィレッジ) 共演:飯岡かなこ、水野朝陽、内藤かすみ
- 拘束いいなり雌マゾ飼育 最愛なる貴方に捧げる肉体イキ狂い調教奴隷陵辱中出し (4月19日) 共演:椎名ゆな、愛乃ゆな、高岡すみれ、大槻ひびき、尾崎佐羽
- 乱交でレズれ！ (4月19日、レズれ!) 共演:篠田あゆみ、希咲エマ、北川エリカ、中村奈菜、浜崎真緒、芦名ユリア、佐々木恋海、香山美桜、水野朝陽、伊東真緒、朝倉ことみ
- 姉とその同僚がエロすぎたから子作り (5月1日、ズッコンバッコン) 共演:飯岡かなこ 水野朝陽 朝倉ことみ

- 科学騎兵ジャスティセイバーズ 正義の心が崩壊する時… 板垣あずさ（1月1日、GIGA）

### トレーディングカード
- AVC ジューシーハニー Vol.8 （2008年4月26日、ミント、撮影：岡克己、Rio、竹内あい、蓮美カレンとセット）
- AVC ジューシーハニー Vol.11 （2009年8月29日、ミント、撮影：岡克己、松島かえで、藤浦めぐとセット）

## 書籍
- ヤングジャンプ制服コレクション 2003-2004 YEAR BOOK 制コレISM 03 ISBN 4-08-102051-5（2004年10月13日、集英社）
- AV女優の家族 ISBN 978-4-334-04480-0（2020年6月17日、寺井広樹著、光文社）インタビュー集